# Chiesa di San Pietro (Poulshot)
La chiesa di San Pietro (in inglese St Peter's church) è la parrocchiale anglicana che si trova a Poulshot, villaggio e parrocchia civile della contea del Wiltshire nel Sud Ovest dell'Inghilterra, Regno Unito. Il luogo di culto risale al XIII secolo, rientra nella diocesi di Salisbury ed è considerato un monumento classificato di seconda categoria per il suo particolare interesse storico e architettonico.

## Storia

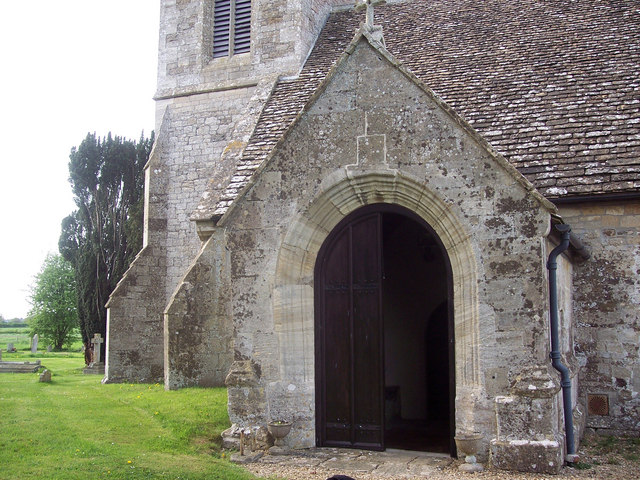
Portale di accesso della chiesa di San Pietro

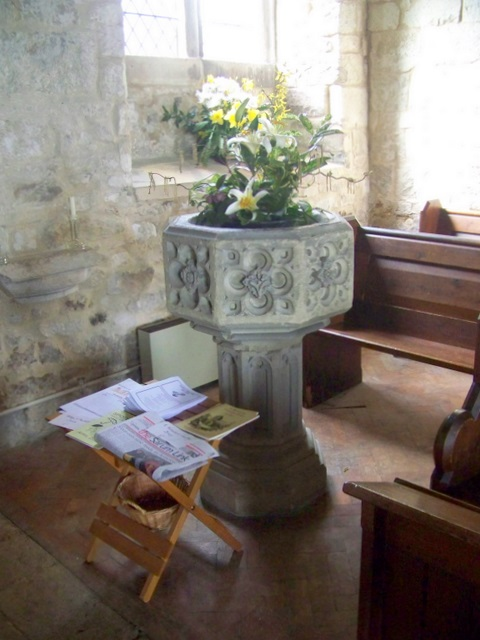
Fonte battesimale nella sala

La chiesa parrocchiale anglicana venne edificata nel XIII secolo. Tra le parti più antiche della chiesa c'è la sua navata. L'edificio ha subito notevoli modifiche nel XV secolo. Un incendio nel 1916 ha distrutto la parte principale del tetto che è stato successivamente oggetto di ricostruzione. La chiesa rimane separata dal centro del villaggio e si pensava che questa scelta fosse dovuta alla paura della peste per la presenza di fosse del periodo della peste nel cimitero, indicate dalla posizione di un teschio con ossa incrociate incastonate nella pietra su un lato della chiesa. La storia del luogo di culto si ritrova anche nella presenza di una pietra per l'elemosina in un angolo del cimitero, su cui venivano distribuite elemosine e sussidi ai bisognosi del villaggio.

## Descrizione
L'English Heritage ha inserito dal 19 marzo 1962 la chiesa di San Pietro di Poulshot tra gli edifici storici come monumento classificato di seconda categoria col numero 1272991. La chiesa appartiene alla diocesi di Salisbury.

### Esterni
La chiesa parrocchiale anglicana si trova a sud dell'abitato di Poulshot nella contea del Wiltshire nel Sud Ovest dell'Inghilterra, Regno Unito. La pianta dell'edificio comprende la torre posta a occidente, la navata centrale con le navate laterali con tetto continuo, il portico a meridione e la sagrestia posta a settentrione e il presbiterio. La costruzione è stata realizzata in pietrame e conci di pietra e i tetti sono ricoperti in ardesia. La torre è a due piani con cella campanaria a due luci, cornice modanata e tetto piramidale. La navata centrale con tre finestre presenta sul lato sud una bifora con piombatura e luci ad arco del XVI o XVII secolo, un ampio portico meridionale a timpano sporgente con zoccolo modanato e portale ad arco a tutto sesto modanato, forse del XVI secolo, e una trifora a cuspide del XV o XVI secolo. La struttura è rafforzata da contrafforti angolari, con un robusto contrafforte angolare a nord-ovest e due contrafforti a nord-est. Il lato nord presenta una sagrestia a due luci con timpano e una trifora simile, ma con timpano con cimasa in pietra. Il presbiterio presenta una singola luce a cuspide a punta su ciascun lato, poi una grande finestra a due luci, quella a nord con stipite e traforo a Y, quella a sud sostituita da una semplice finestra a montante smussata del XVII secolo con stipite, poi una finestra a due luci a testa piatta del XV o XVI secolo. Sul lato est si trova una finestra simile a tre luci a testa piatta. Il lato sud presenta un portale basso e ogivale. Accanto alla ciesa si trova il cimitero della comunità.

### Interni
Interno è di discrete dimensioni, con navata centrale e due navate laterali separate da arcate a due campate con pilastri ottagonali e archi a due smussi. Le navate laterali sono strette con vari capitelli del XII secolo incastonati. La copetura della navata centrale è del XX secolo. La parete di testa ovest presenta due archi a sesto acuto in profonde rientranze e una stretta porta centrale. Nella parte sinistra della sala si trova una nicchia ad arco ribassato che potrebbe anche essere una porta chiusa. La porta nord si presenta con ad arco a sesto acuto, e da questa si accede alla sagrestia. All'estremità est di ciascuna navata vi sono archi a sesto acuto. Quello della navata nord permette l'accesso alla scala. L'arco del presbiterio è a due smussi, fermato su brevi fusti murari su mensole di testa. Il presbiterio ha una copertura a capriate e una acquasantiera in una nicchia nella parete sud.